# Oreothlypis gutturalis
La parula golaflammea (Oreothlypis gutturalis Cabanis, 1861) è un uccello della famiglia dei Parulidi. Recenti analisi genetiche sembrano indicare una stretta parentela con le specie del genere Vermivora, dove la specie è stata talvolta inserita in passato. A volte essa viene anche classificata nel genere Parula.

## Descrizione
L'adulto misura 12 cm di lunghezza e pesa 10 g. Ha regioni superiori color grigio ardesia, con spalle, guance e regione oculare nere. Il vermiglio della gola e del petto contrasta nettamente con la colorazione biancastra del ventre. I sessi sono quasi identici, ma la mascherina nera è più estesa nel maschio. I giovani esemplari hanno regioni superiori dai toni più marroncini e regioni inferiori meno vivamente colorate, nonché una striscia sopracciliare e delle barre alari color camoscio.
Il richiamo di questa parula consiste in un acuto chit. Il canto in un vibrato pi pipipipi shwaaaa.

## Distribuzione e habitat
Questa specie è stanziale e occupa un areale limitato alle montagne della Costa Rica e di Panama occidentale, dove popola le cime degli alberi, i margini delle foreste e le radure con alberi sparsi, generalmente a una quota compresa tra i 2100 m e la linea degli alberi. Sul versante caraibico, durante la stagione umida, può scendere fino a circa 1400 m di quota.

## Biologia
La parula golaflammea si nutre di bruchi, insetti e ragni che raccoglie dal fogliame con il becco dalla punta aguzza. Durante la stagione della nidificazione è territoriale, ma negli altri periodi dell'anno si unisce a stormi di altri uccelli insettivori per foraggiare.
La profonda coppa del nido, sempre ben nascosta da epifite o muschi, viene costruita su un albero o su un argine non troppo alto. Tra marzo e maggio la femmina depone due uova di colore bianco.